# Iodure d'iodométhylzinc
L'iodure d'iodométhylzinc est un composé organozincique de formule chimique IZnCH2I. Il s'agit d'un intermédiaire réactionnel indispensable notamment aux réactions de Simmons-Smith de cyclopropanation des alcènes, réactions au cours desquelles il se forme par réaction du diiodométhane CH2I2 avec le couple zinc-cuivre Zn(Cu) : 
Znn(Cu) + CH2I2 ⟶ IZnCH2I + Znn–1(Cu).

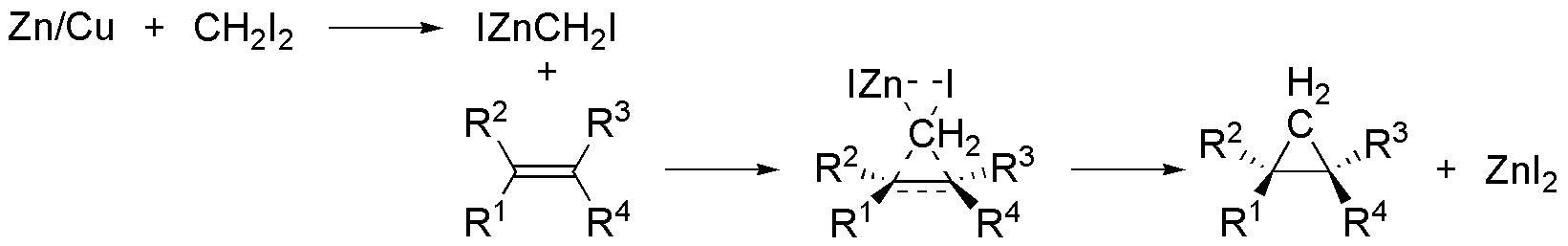
Mécanisme proposé pour la réaction de Simmons-Smith illustrant l'action de l'iodure d'iodométhylzinc.

L'iodure d'iodométhylzinc peut également être produit en faisant réagir du diazométhane CH2N2 avec de l'iodure de zinc ZnI2 ou du diiodométhane CH2I2 avec du diéthylzinc Zn(CH2CH3)2.